# Gerardo Iglesias
Gerardo Iglesias Argüelles (La Cerezal, Mieres, Asturias, 29 de junio de 1945) es un minero, sindicalista y político español, gran referente del comunismo y el sindicalismo en España, habiendo sido el secretario general del PCE entre 1982 y 1988. Cofundó Izquierda Unida, siendo de 1986 a 1989 su coordinador general, cuando dejó la vida política y volvió a su trabajo de minero en Asturias.

## Biografía
En 1950, siendo niño, fue testigo de la tortura a su padre, detenido por la Guardia Civil por apoyar a los guerrilleros antifranquistas. Minero de profesión, comenzó a militar en el Partido Comunista de España (PCE) con apenas 15 años, en 1961. Por sus actividades políticas y sindicales (participó en la organización de Comisiones Obreras) fue encarcelado repetidas veces durante la dictadura de Francisco Franco. En 1962, con motivo de la gran huelga minera en Asturias (huelgona minera de 1962), fue detenido por primera vez. Al año siguiente fue elegido miembro del Comité Regional del Partido Comunista de Asturias. A finales de enero de 1967, Iglesias fue detenido, con otros miembros de la Coordinadora Provincial de CC.OO., en una amplia operación que buscaba frustrar en Asturias la jornada de lucha que para el 27 se había convocado en protesta por el juicio que en el Tribunal de Orden Público se iba a realizar a compañeros del sindicato en Madrid. Fue condenado a cuatro años y seis meses de prisión.  

### Miembro del Comité Central de PCE
En 1973 fue elegido miembro del Comité Central del PCE. Detenido nuevamente, tuvo que cumplir otro año de cárcel. Iglesias lideró constantemente luchas en aras de la mejora de vida para los mineros, utilizando su cargo en el PCE para presionar al Gobierno. Las autoridades civiles sabían que en el pozo Tres Amigos (el más importante de la zona), en Mieres, se concentraba la cúpula dirigente del comunismo asturiano, con Gerardo Iglesias al frente. En tal sentido, los voceros oficiales desestimaban la lucha sindical por acusarla de "lucha de intereses privados". Tras la Asamblea General de CCOO celebrada en Barcelona en 1976 fue elegido primer secretario general de CCOO en Asturias. La III Conferencia Regional del PCA lo elige como secretario general en 1978. Este mismo año es reelegido como miembro del Comité Central del PCE en el IX Congreso del mismo y pasa a formar parte del Comité Ejecutivo. Presidió el X Congreso del PCE celebrado en 1981, tras defender las tesis carrillistas y enfrentarse con los denominados renovadores, que tras el Congreso acabaron siendo expulsados o abandonando voluntariamente la organización.

### Secretario general del PCE
En noviembre de 1982, tras la dimisión de Santiago Carrillo, es elegido secretario general del PCE y gira inicialmente hacia tesis próximas a las de los renovadores recientemente purgados. Por esta última razón, acabó enfrentado al sector eurocomunista de Carrillo hasta la expulsión de este último en 1985.  En 1986 participó en la creación de Izquierda Unida de la que fue elegido Coordinador General. En las elecciones generales de 1986 fue elegido diputado por Madrid. Paralelamente, impulsó el proceso de Unidad de los Comunistas  con el PCPE de Ignacio Gallego y el PCOE de Enrique Líster, estableciendo una mayor proximidad con Moscú tras el abandono progresivo del eurocomunismo carrillista.

### Dimisión y retirada de la política
En 1988, durante el XII Congreso del PCE, Gerardo Iglesias renunció a todos sus cargos y Julio Anguita fue designado nuevo secretario general, quien también le sustituiría en la dirección de IU al año siguiente. Aunque recibió en 1990 una propuesta para presentarse de nuevo a las elecciones autonómicas, no aceptó y dejó definitivamente la política. Se reincorporaría a su antiguo puesto en la mina, hasta que por causa de una enfermedad fruto de un accidente laboral tuvo que retirarse. El 4 de octubre de 2016 la fiscalía pidió la suspensión de la declaración de Gerardo Iglesias por las torturas sufridas durante la dictadura por el policía Pascual Honrado de la Fuente.

## Obras
- Por qué estorba la memoria (2011). Publicada por Madera Noruega Editores. Iglesias realiza un recorrido por la historia de los maquis en Asturias durante la guerra civil española y hasta que muere el último de los guerrilleros acosado en el monte.
- La amnesia de los cómplices (2015). Publicada en Oviedo por KRK Ediciones. Reúne compendio de 150 biografías de resistentes que se enfrentaron al régimen franquista en los años posteriores a la Guerra Civil.